# Jestivo ulje
Jestivo ulje je biljna, životinjska ili sintetička masnoća koja se koristi za prženje, pečenje i druge vrste kuvanja. Takođe se koristi u pripremi hrane i aroma koje ne koriste toplotu, kao što su prelivi za salatu i umaci za hleb.
Jestivo ulje je tipično tečno na sobnoj temperaturi, mada su neka ulja koja sadrže zasićene masnoće, poput kokosovog ulja, palminog ulja i ulja palminih koštica čvrsta.
Postoji širok izbor ulja za kuvanje iz biljnih izvora kao što su maslinovo ulje, palmino ulje, sojino ulje, kanolino ulje (uljana repica), kukuruzno ulje, kikirikijevo ulje i druga biljna ulja, kao i ulja životinjskog porekla, poput maslaca i svinjske masti.

## Zdravlje i ishrana
Vladine agencije utvrđuju smernice za odgovarajuću konzumiranu količinu masti - komponentu dnevne potrošnje hrane.
Dok je konzumiranje malih količina zasićenih masti uobičajeno u dijeti, metaanalize su pokazale postojanje značajne povezanosti između visoke potrošnje zasićenih masti i koncentracije LDL u krvi, faktor rizika za kardiovaskularne bolesti. Ostale metaanalize zasnovane na kohortnim studijama i na kontrolisanim, randomizovanim ispitivanjima otkrile su pozitivan, ili neutralan, efekat konzumiranja polinezasićenih masti umesto zasićenih masti (10% manji rizik za 5% zamenu).
Majo klinika je istakla određena ulja koja imaju visoku količinu zasićenih masti, uključujući kokosovo, palmino i ulje palminih koštica. Ona sa nižim količinama zasićenih masti i višim nivoom nezasićenih (po mogućnosti mononezasićenih) masti poput maslinovog ulja, kikirikijevog ulja, ulja kanole, soje i pamučnog ulja su uglavnom zdravija. Američki Nacionalni institut za srce, pluća i krv pozvao je da se zasićene masti zamene polinezasićenim i mononezasićenim mastima, navodeći maslinovo i ulje repice kao izvore zdravijih mononezasićenih ulja, dok sojino i suncokretovo ulje kao dobre izvore polinezasićenih masti. Jedno istraživanje je pokazalo da je konzumiranje nehidrogenizovanih nezasićenih ulja poput sojinog i suncokretovog poželjnije od konzumiranja palminog ulja radi smanjenja rizika od srčanih bolesti.

### Trans-masti
Za razliku od ostalih dijetalnih masti, trans-masti nisu neophodne i ne promovišu dobro zdravlje. Konzumiranje trans-masti povećava rizik od koronarne srčane bolesti podižući nivo „lošeg” LDL holesterola i snižavajući nivo „dobrog” HDL holesterola. Trans-masti iz delimično hidrogenisanih ulja su štetnije od prirodnih ulja.
Nekoliko velikih studija ukazuju na vezu između konzumiranja velike količine trans-masti i koronarne srčane bolesti, a možda i nekih drugih bolesti. Američka Administracija za hranu i lekove (FDA), Nacionalni institut za srce, pluća i krv i Američka asocijacija za srce (AHA) preporučili su ograničavanje unosa trans-masti. U SAD, trans-masti više nisu „opštepriznate kao bezbedne” i ne mogu se dodavati u hranu, uključujući ulja za kuvanje, bez posebnog odobrenja.

### Kuvanje sa uljem
Grejno ulje menja svoje karakteristike. Ulja koja su zdrava na sobnoj temperaturi mogu postati nezdrava kada se zagreju iznad određenih temperatura, pa je pri izboru ulja za kuvanje važno uskladiti toplotnu toleranciju ulja sa temperaturom koja će se koristiti. Temperature masnoće pri dubokom prženju uobičajeno su u opsegu od 170—190 °C (338—374 °F), ređe se koriste niže temperature  ≥ 130 °C (266 °F).
Palmino ulje sadrži više zasićenih masti od ulja kanole, kukuruznog ulja, lanenog ulja, sojinog ulja, šafranskog i suncokretovog ulja. Stoga palmino ulje može da podnese duboko prženje pri višim temperaturama i otporno je na oksidaciju u poređenju s visoko-polinezasićenim biljnim uljima. Od oko 1900. godine palmino ulje se sve više uključivano u hranu posredstvom globalne komercijalne prehrambene industrije, jer ostaje stabilno u dubokom prženju ili pečenju na veoma visokim temperaturama, i zbog visokih nivoa prirodnih antioksidanasa, mada je rafinirano palmino ulje korišćeno u industrijskoj hrani izgubilo veći deo svog karotenoidnog sadržaja (i narančasto-crvene boje).
Sledeća ulja su pogodna za prženje na visokim temperaturama zbog visoke tačke dima iznad 230 °C (446 °F):
- Ulje avokada
- Ulje semfa
- Palmino ulje
- Kikirikijevo ulje (koje se prodaje u Velikoj Britaniji i Indiji kao „orahovo ulje”)
- Ulje pirinčanih mekinja
- Ulje od šafranike
- Polurafinirano sezamovo ulje
- Polurafinirano suncokretovo ulje[25]

Manje agresivne temperature prženja se često koriste. Kvalitetno ulje za prženje ima blagi ukus, počinje da se dimi na oko 200 °C (392 °F) i ima tačku paljenja oko 315 °C (599 °F), maksimalno sadrži 0,1% slobodnih masnih kiselina i 3% linolenske kiseline. Ulja sa višom linolenskom frakcijom se izbegavaju zbog polimerizacije ili gumiranja obeleženih povećanjem viskoznosti pri starenju. Maslinovo ulje odoleva termičkoj razgradnji i bilo je korišteno kao ulje za prženje hiljadama godina.

### Skladištenje i čuvanje ulja
Sva ulja se razgrađuju u odgovoru na toplotu, svetlost i kiseonik. Da bi se odgodio početak propadanja, pokrivač od inertnog gasa, obično azota, se nanosi u prostor pare u skladištne kontejnere neporedno nakon produkcije - što postupak koji se naziva prekrivanjem tankova. Na hladnom i suvom mestu ulja imaju veću stabilnost, ali može da dođe do zgušnjavanja, mada će se uskoro vratiti u tečni oblik ako se ostave na sobnoj temperaturi. Da bi se smanjili degradirajući efekti toplote i svetlosti, ulja bi trebalo držati van hladnjaka samo koliko je neophodno za upotrebu.
Rafinirana ulja bogata mononezasićenim mastima, kao što je ulje makademije, traju do godinu dana, dok ona sa visokim sadržajem polinezasićenih masti, kao što je sojino ulje, ostaju upotrebljiva oko šest meseci. Testovi užeglosti su pokazali da je rok trajanja orahovog ulja oko 3 meseca, što je period koji je često znatno kraći od datuma upotrebljivosti navedenog na etiketama. Suprotno tome, ulja sa visokim sadržajem zasićenih masti, kao što je ulje avokada, imaju relativno dug rok trajanja i mogu se sigurno čuvati na sobnoj temperaturi, jer nizak sadržaj polinezasićenih masti poboljšava stabilnost.

## Tipovi i karakteristike
Jestiva ulja se sastoje od različitih frakcija masnih kiselina. Za prženje hrane generalno se koriste ulja sa visokozasićenim ili zasićenim mastima, dok su ulja bogata polinezasićenim mastima manje poželjna. Ulja sa visokim sadržajem oleinske kiseline su bademovo, makadamijsko, maslinovo, pekansko, pistaćsko i ona od visoko oleinskih sorti šafrana i suncokreta.

## Literatura
- The Lipid Handbook (2007).  Frank D. Gunstone; John L. Harwood; Albert J. Dijkstra, ур. The Lipid Handbook with CD-ROM (Third изд.). CRC Press. ISBN 978-0-8493-9688-5.
- Vegetable Oils in Food Technology (2011).  Frank D. Gunstone, ур. Vegetable Oils in Food Technology -- Composition, Properties and Uses (Second изд.). Blackwell Publishing Ltd. ISBN 978-1-4443-3268-1.
- Warner, K. (1999). „Impact of high-temperature food processing on fats and oils”. Advances in Experimental Medicine and Biology. 459: 67—77. ISBN 978-1-4613-7201-1. PMID 10335369. doi:10.1007/978-1-4615-4853-9_5.
- Fox, R. (2001). Frying oils. In Kaarin Goodburn (Ed.) EU Food Law. Woodhead. pp. 195–224.  978-1-85573-557-6.

## Spoljašnje veze
- Fats and Oils na veb-sajtu  (језик: енглески)